# Mühlhäuser (Unternehmen)
Mühlhäuser war ein Hersteller von schienengebundenen und gleislosen Transportlösungen für den Tunnelbau mit Sitz in Michelstadt im Odenwald in Hessen.
Das Unternehmen fertigte Schmalspurbahnen, Schienen und Weichen sowie Förderbänder, Spritzbeton- und Injektionsmaschinen, Schalungen, Lastwagen und Solar-Draisinen.
Am 28. Juni 2019 wurde ein vorläufiges Insolvenzverfahren eröffnet. Inzwischen wurde die Firma von der Mining Equipment Ltd in Durango (Colorado) übernommen.

## Geschichte

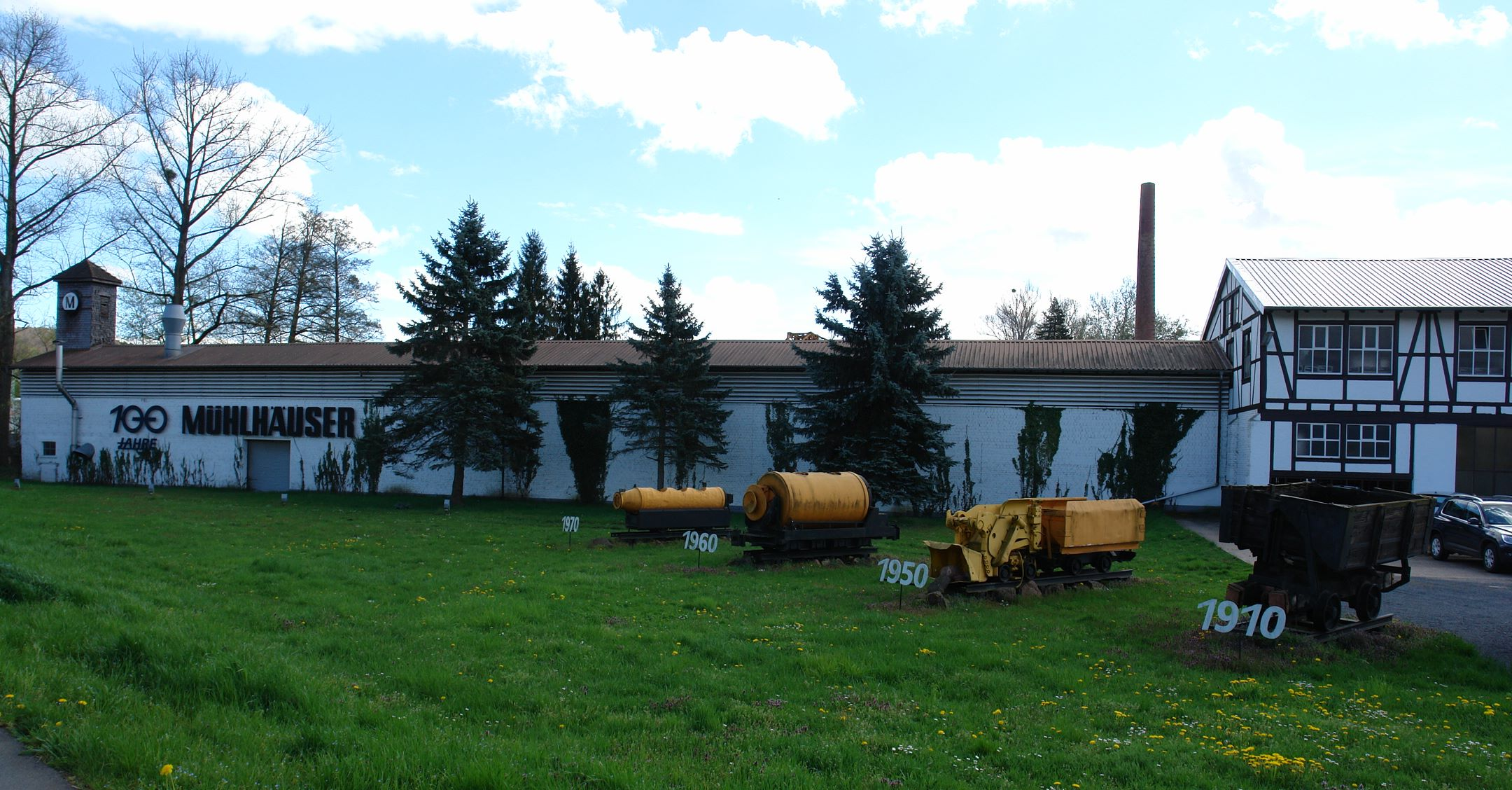
Unternehmensgelände in Michelstadt

Mühlhäuser wurde 1907 von den drei Gebrüdern Mühlhäuser gegründet und bis 2019 in der vierten Generation von der Gründerfamilie geführt. Das Unternehmen bot kundenspezifische Logistiklösungen für den Tunnel- und Bergbau.
Die Produktion begann mit der Herstellung eines Seitenentladers aus Holz und Stahl im Jahr 1912. In den folgenden Jahren entwickelte das Unternehmen Lösungen für die verschiedenen Bedürfnisse von Straßen-, Eisenbahn-, Tunnel- und Stollenbau, die weltweit verwendet werden. Karl-Heinz Mühlhäuser, der 1941 alleiniger Eigentümer wurde, führte das ständig wachsende Unternehmen bis in die 1960er Jahre. Am 1. Januar 1955 stellte er Günter Elés ein, der eine Vielzahl an Patenten für die Firma am Zeichenbrett erarbeitete, darunter den Einseitenkipper, den schienengebundenen Betonnachmischer für den Stollenbau, die Kippbrücke und vieles mehr. Elés verließ mit 60 Jahren den Betrieb, ohne jemals eine finanzielle Gratifikation für die erfolgreich operierende Firma erhalten zu haben. Heinz-Peter Mühlhäuser, der Sohn von Karl-Heinz Mühlhäuser, leitete das zunehmend international operierende Unternehmen fast 50 Jahre lang als geschäftsführender Gesellschafter. 2013 übergab er die Anteile an seinen Sohn Hubertus Mühlhäuser, der außerdem die Anteile seines Onkels und seines Cousins erwarb und alleiniger Eigentümer wurde.

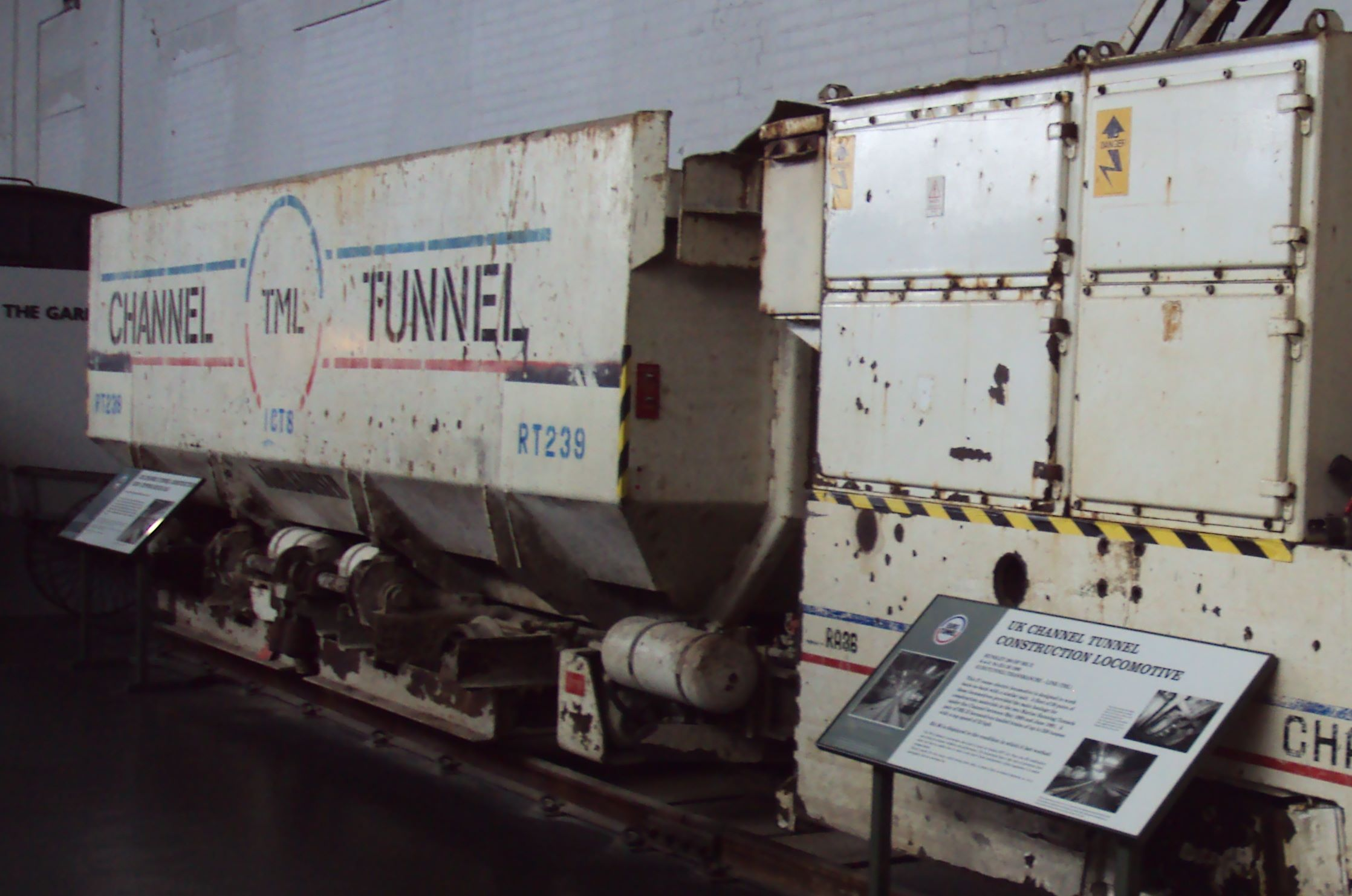
Eurotunnel-Kipplore von Mühlhäuser

Mühlhäuser lieferte Maschinen für den Bau des Neuen Elbtunnels, der New York Subway, des Eurotunnels und des Gotthard-Basistunnels. Nach der Fertigstellung des Eurotunnels kaufte Mühlhäuser einige gebrauchte Fahrzeuge zurück, um diese für andere Tunnelbauprojekte zu vermieten oder generalüberholt wiederzuverkaufen. Für den Gotthard-Basistunnel baute die Firma spezielle Ambulanz- und Feuerwehrzüge sowie einen riesigen Staubsauger, um den Tunnel sauber zu halten.
Am 1. September 2019 wurde das Insolvenzverfahren für Mühlhäuser in Michelstadt eröffnet. Zum 30. November 2019 wurde der Geschäftsbetrieb eingestellt und allen Beschäftigten gekündigt. Die oft seit langem bei Mühlhäuser Beschäftigten taten sich schwer im strukturschwachen Odenwald einen neuen Arbeitsplatz zu finden.

## Projekte (Auswahl)

### Straßentunnel
- Emstunnel, Deutschland
- Malmö Citytunnel, Schweden

### U-Bahn-Tunnel
- Verlängerung der Jubilee Line, London Underground, Großbritannien
- Singapore Metro, Singapur
- Gautrain, Südafrika
- IRT Flushing Line-Erweiterung, New York City Subway, USA
- Metro Omsk, Russland
- Delhi Metro CC18 to CC34, Indien

### Trinkwassertunnel
- LHPC Lesotho Highlands Project, Südafrika
- N. Y. City Water Tunnel, USA
- Water Line de Las Palmas Tigre, Argentinien

### Entwässerung/Wassertunnel
- San Carlos Pressure Tunnel, Kolumbien
- Mahaweli Project, Sri Lanka
- Melbourne, Australien
- Lee Tunnel, Großbritannien
- SeC Trunk Sewer Tunnel, Kanada
- Uma Oya Project, Sri Lanka

### Eisenbahntunnel

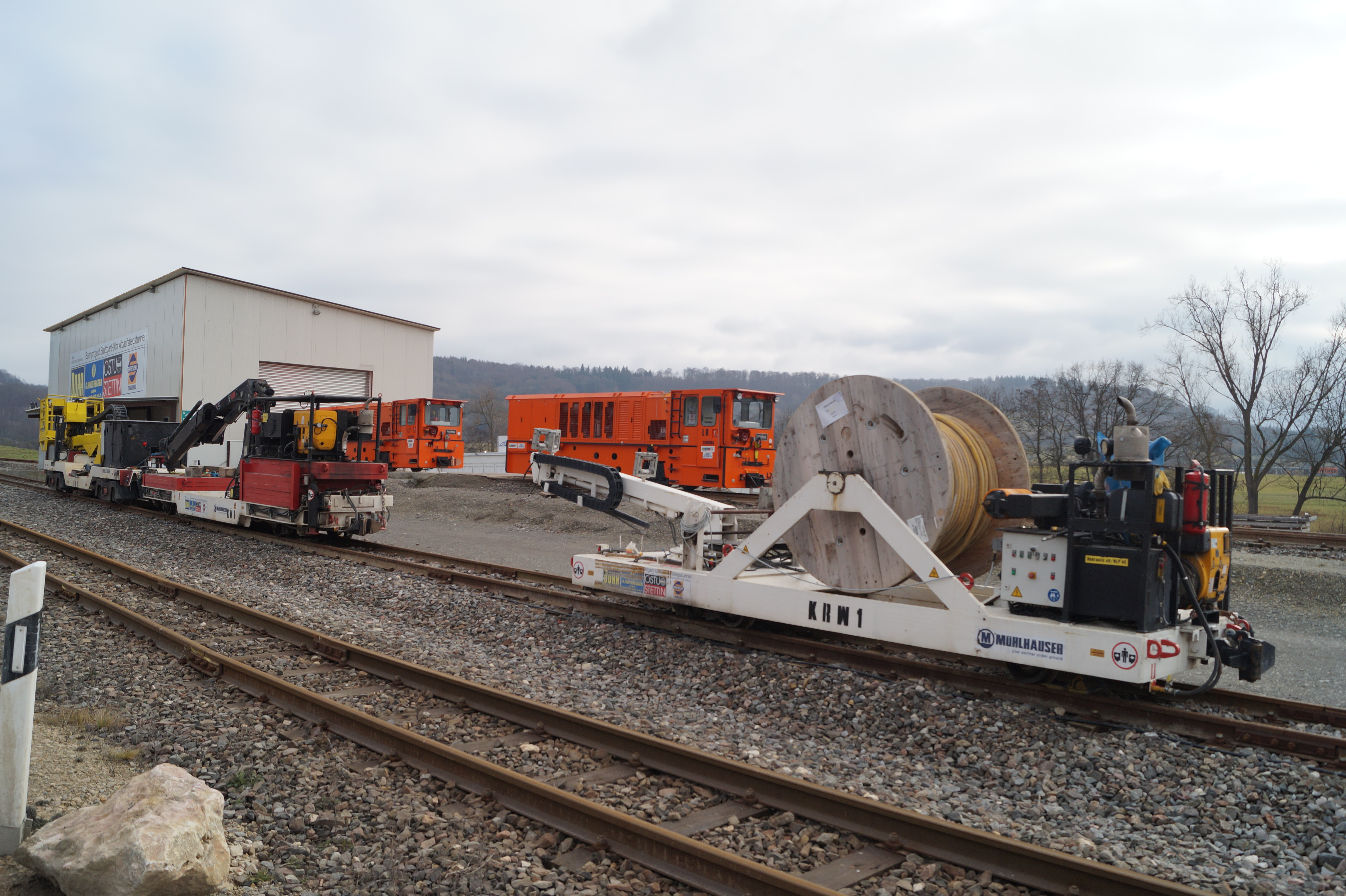
Mühlhäuser Schienenfahrzeuge am Boßlertunnel

- Gotthardtunnel, Schweiz
- Channel Tunnel, Großbritannien
- Crossrail Tunnels, Großbritannien
- Boßlertunnel, Deutschland[10]